# Michail Markovič Borodin
Michail Markovič Borodin, nato Gruzenberg (in russo Михаил Маркович Бородин, Грузенберг?; Janavičy, 9 luglio 1884 – Irkutsk, 29 maggio 1951), è stato un politico e giornalista sovietico.

## Biografia
Nato in una famiglia ebraica nella regione di Vicebsk, prima di aderire al Partito Operaio Socialdemocratico Russo, nel 1903, venne arrestato, nel 1906, dalla polizia zarista. Rilasciato poco dopo, andò all'estero e visse negli Stati Uniti per quasi dieci anni. Frequentò l'Università dell'Indiana e in questo periodo fondò,  a Chicago, una scuola per emigranti russi.
Fece ritorno in Russia, dopo la rivoluzione del 1917, per mettersi al servizio di Lenin. Il capo bolscevico seppe immediatamente sfruttare la conoscenza di questo attivista esperto. Borodin venne quindi inviato come agente del Comintern in Scandinavia, Messico, Spagna, Turchia e Regno Unito, paese in cui contribuì, con risultati variabili, a riorganizzare le strutture dei partiti comunisti nel mondo..

### Consigliere del Kuomintang in Cina
Nel 1923, Borodin cambiò totalmente continente e svolse un ruolo chiave nell'evoluzione politica della Repubblica di Cina, inviato dal partito in seguito alla missione Joffe, per consigliare il presidente Sun Yat-sen che esercitava il potere su parte del sud della Cina, con il sostegno del suo partito nazionalista, il Kuomintang. Sun aveva bisogno del sostegno sovietico per eliminare i signori della guerra che stavano tagliando il paese impedendone lo sviluppo. Da parte sua, l'Unione Sovietica, che tentava di rompere l'isolamento diplomatico in cui era stata costretta fin dalla vittoria della rivoluzione, aveva anche l'obiettivo di esportarla in questi paesi allora nella loro infanzia economica.
Borodin contribuì, molto efficacemente, al Kuomintang, una struttura organizzata bolscevica, migliorando la sua efficacia nella lotta che si apprestava ad unificare il paese. Nel 1924, il primo Congresso nazionale del Kuomintang riorganizzato confermò la politica di alleanza con l'URSS. Borodin supportò l'esercito nazionalista contribuendo a creare l'Accademia militare di Whampoa. Nel frattempo Mosca inviò dei consiglieri militari come Cherepanov e poi Pavlov (che accidentalmente annegò due mesi dopo il suo arrivo a Canton) e, infine, il generale Vasilij Blücher (che poi usò lo pseudonimo di Galen derivato dal secondo il nome di sua moglie). Borodin coordinò tutti i sovietici inviati nel sud della Cina. A quel tempo, faceva da suo segretario e interprete, Ho Chi Minh, il futuro capo del Vietnam poi noto con lo pseudonimo Ly Thuy, che lo accompagnò a Canton.
Dopo la morte di Sun Yat-sen, nel marzo 1925, Chiang Kai-shek che tornava da un periodo di addestramento militare a Mosca, fu nominato comandante dell'Accademia militare di Whampoa. Chiang approvò il piano di Sun Yat-sen per ottenere l'unità del paese prendendo il controllo della Cina centrale e della Cina settentrionale. Per questo mantenne la sua alleanza con il Partito Comunista Cinese.

### La rottura con il Kuomintang
Un primo grave incidente, nel marzo 1926, minò le relazioni dei consiglieri sovietici (e dei loro alleati a sinistra del Kuomintang) con Chiang Kai-shek. Borodin, assente da Canton in quel periodo, apprese che Chiang aveva arrestato tutti i consiglieri sovietici incluso il capo di una missione di ispezione in Cina, Andrej Bubnov. Chiang credeva che i comunisti avrebbero cercato di arrestarlo e portarlo su una piccola cannoniera, la Zhong Shan.
Borodin riuscì a ricongiungersi a Chiang Kai-shek, ma la loro alleanza era diventata molto fragile. Il 9 luglio 1926, davanti a centomila soldati dell'Esercito Rivoluzionario Nazionale (ANR), formato in parte dagli ex studenti dell'Accademia militare di Whampoa e dotato di equipaggiamento russo, Chiang fece un discorso, alla presenza di Borodin e Blücher, che segnò l'inizio ufficiale della spedizione.
Nel marzo del 1927, mentre le truppe nazionaliste progredivano, il capo cinese ruppe l'alleanza con il Partito Comunista Cinese, iniziando ad eliminare i sostenitori, prima a Canton poi ad Hankou.
Per i consiglieri sovietici, questo voltafaccia di Chiang Kai-shek non mise immediatamente in discussione la loro presenza in Cina. Per alcuni mesi, Borodin giocò la carta di Wang Jingwei, un oppositore di sinistra all'interno del Kuomintang, che a Wuhan aveva creato un governo rivale a quello di Chiang Kai-shek di Nanchino.
Richiamato bruscamente a Mosca, Borodin non ebbe più alcun ruolo importante. Sfuggì alle epurazioni prebelliche di Stalin contro i partigiani di Zinoviev, spesso provenienti dai ranghi del Comintern. Gestì prudentemente l'agenzia di stampa Tass e pubblicò il "Moscow Daily News", dal 1932 alla fine del 1940. Nel 1949, nell'URSS si intensificarono le campagne contro gli "ebrei" che si rivelarono fatali. Arrestato per le sue origini ebree, Borodin, che aveva conosciuto in Cina uno straordinario potere politico e militare durante il breve periodo della sua missione, morì poco dopo, quasi anonimo, in un campo di lavoro vicino a Irkutsk.